# Asphalt 7: Heat
Asphalt 7: Heat là một trò chơi điện tử đua xe năm 2012, được phát triển và phát hành bởi Gameloft. Nó là một phần của loạt game Asphalt. Nó được phát hành vào ngày 21 tháng 6 năm 2012 cho iOS và đánh dấu lần đầu tiên trong series có một trò chơi giống nhau cho cả iPhone và iPad. Trò chơi đã được ra mắt cho Android vào ngày 25 tháng 6, cho BlackBerry 10 vào ngày 21 tháng 2 năm 2013, cho Windows Phone 8 vào ngày 27 tháng 2, cho BlackBerry PlayBook vào ngày 3 tháng 4 và cho Windows 8 (thông qua Windows Store) vào ngày 22 tháng 8, Windows 10 vào ngày 29 tháng 7 năm 2015. Trò chơi đã được gỡ bỏ khỏi các cửa hàng ứng dụng vào một thời điểm nào đó trong năm 2017.

## Lối chơi

Đua xe trong Asphalt 7 Heat

Lối chơi trong Asphalt 7 rất giống với các game trước đó trong loạt game Asphalt, với người chơi được tùy chọn nghiêng thiết bị, chạm vào cạnh màn hình hoặc sử dụng vô lăng ảo trên màn hình để điều khiển. Trò chơi cũng có chế độ nhiều người chơi trực tuyến, cả cục bộ thông qua Wi-Fi và Bluetooth và toàn cầu thông qua internet.
Hệ thống xếp hạng năm sao cho mỗi cuộc đua, việc sử dụng các mục tiêu chính và phụ và "chế độ Adrenaline" từ Asphalt 6: Adrenaline đều được giữ lại trong Asphalt 7. Có 80 chiếc xe được cấp phép có sẵn trong trò chơi, được chia thành 7 cấp.

## Đón nhận
Sau khi phát hành, Asphalt 7 nhận được những đánh giá chung tích cực. Phiên bản iOS có số điểm tổng hợp là 83/100 trên Metacritic, dựa trên 17 bài đánh giá và 81% trên GameRankings, dựa trên 7 bài đánh giá.
George Roush của IGN rất nhiệt tình với trò chơi, cho điểm 8 trên 10 và kết luận "Nếu bạn cũng là một người hâm mộ loạt game Asphalt như tôi thì bạn sẽ yêu Heat. Thật tuyệt khi thấy rằng Gameloft đang cải thiện từng phiên bản trong khi quản lý để giữ chi phí thấp. Những người nghiện đua xe sẽ thích tìm kiếm các lối tắt, bắt không khí và bùng nổ qua các bản nhạc đẹp mắt với âm thanh của nhạc techno tràn đầy năng lượng. " Dave LeClair của TouchGen cũng rất ấn tượng, đánh giá trò chơi 4 trên 5; "Nhìn chung, đây là một trò chơi đua xe tuyệt vời. Nó có một vài sai sót nhỏ, nhưng không có gì đột phá. Việc chia sẻ mạng xã hội sau mỗi cuộc đua có thể hơi khó chịu và chúng làm trì hoãn thời gian đến cuộc đua tiếp theo. Tuy nhiên, vẫn có một số vấn đề nhỏ sang một bên, những người hâm mộ trò chơi đua xe sẽ được hưởng tổng gói được cung cấp trong Asphalt 7: Heat". Lisa Caplan của 148Apps cũng cho điểm 4 trên 5, khen ngợi đồ họa và cách điều khiển, mặc dù chỉ trích lối chơi là rất giống với người tiền nhiệm của nó; "Đối với mức giá này, Asphalt 7 là một trong những game đua xe arcade tốt nhất trên iOS. Những gì nó thiếu ở tính độc đáo mà nó bù đắp ở đánh bóng."
Nadia Oxford của Slide to Play cho rằng phần này kém ấn tượng hơn, cảm thấy trò chơi không đủ khác biệt so với các trò chơi trước đó trong series, lập luận mà Andrew Podolsky đưa ra trong bài đánh giá về Asphalt 6 cho trang web. Như với cả Asphalt 5 và Asphalt 6, trò chơi được chấm 3 trên 4. Oxford đã viết "Dòng game Asphalt cần ai đó mở cửa sổ và cho một chút không khí trong lành vào, nhưng vẫn không thể xảy ra sự cố với Asphalt 7: Heat. Nếu bạn vẫn hài lòng với Asphalt 6 và bạn muốn tiết kiệm số tiền đó để mua kem, hãy tiếp tục và sử dụng Adrenaline. Bạn sẽ sống mà không cần Heat. Nhưng nếu bạn không sở hữu một trò chơi Asphalt hoặc nếu có các nâng cấp cho sê-ri khiến bạn hài lòng, bất kể những nâng cấp đó nhỏ đến mức nào, hãy tiếp tục và tải xuống Asphalt 7: Heat. Đó vẫn là số tiền được chi tiêu hợp lý". Matt Clark của MacLife cho điểm trò chơi 3 trên 5, cũng chỉ trích sự tương đồng của nó với các trò chơi trước đó trong loạt, nhưng khen ngợi đồ họa; "Nếu có một cách mà Asphalt 7 cải thiện loạt game, đó là trình chiếu hình ảnh. Các phương tiện và môi trường trông tuyệt vời trên Màn hình Retina."
Ryan Whitwam của AndroidPolice ít thích thú hơn và chỉ trích nặng nề về một số khía cạnh, chẳng hạn như sự cần thiết phải trực tuyến để trò chơi hoạt động, việc sử dụng tiền trong thế giới thực và đặc biệt là đồ họa; "Yếu tố phá vỡ thỏa thuận đối với tôi là đồ họa quá tầm thường. Đánh giá từ ảnh chụp màn hình trên trang Cửa hàng Play, đây phải là một trò chơi tuyệt đẹp. Thay vào đó, nó chỉ ở mức trung bình. Ngay cả khi đó, chỉ trên một số thiết bị. Trên Nexus 7, Độ phân giải kết cấu là hoàn toàn khủng khiếp. Mọi thứ trong môi trường trông có vẻ lầy lội. Những chiếc xe không xấu, nhưng có răng cưa đáng chú ý dọc theo các cạnh". Ryan Rigney của Wired.com thậm chí còn chỉ trích nhiều hơn, cho điểm trò chơi 6/10 và chỉ trích việc thực hiện mua hàng trong ứng dụng; "Tôi không thể tưởng tượng được có ai lại bỏ tiền ra mua chúng. Ngay cả khi bạn mua gói 200 ngôi sao trị giá 100 đô la, điều đó vẫn sẽ không mở khóa mọi thứ trong trò chơi; không phải bằng một cảnh quay dài. Tuy nhiên, Rigney đã khen ngợi đồ họa, cho rằng trò chơi có "cách đánh bóng sẽ rất ấn tượng đối với một trò chơi Xbox Live Arcade. Không một tay đua thùng nào khác trên App Store có thể sánh được với chất lượng trình chiếu của Asphalt 7."